# Diphthera hieroglyphica
Diphthera hieroglyphica är en fjärilsart som beskrevs av Pieter Cramer 1777. Diphthera hieroglyphica ingår i släktet Diphthera och familjen nattflyn. Inga underarter finns listade i Catalogue of Life.